# Mamilla (protista)
Mamilla es un género de foraminífero bentónico considerado homónimo posterior de Mamilla Scott, 1974, y sustituido por Jascottella de la subfamilia Colonammininae, de la familia Saccamminidae, de la superfamilia Saccamminoidea, del suborden Saccamminina y del orden Astrorhizida. Su especie tipo era Mamilla hemispherica. Su rango cronoestratigráfico abarcaba el Cretácico superior.

## Discusión
Clasificaciones previas hubiesen incluían Mamilla en la subfamilia Halyphyseminae, de la familia Rhabdamminidae, de la superfamilia Astrorhizoidea, así como en el suborden Textulariina del orden Textulariida.

## Clasificación
Mamilla incluye a la siguiente especie:
- Mamilla hemispherica †